# Tête de jeune femme (Léonard de Vinci, Turin)
Vous lisez un « article de qualité » labellisé en 2018.  Il fait partie d'un « thème de qualité ».
La Tête de jeune femme est un dessin réalisé à la pointe d'argent sur papier par le peintre florentin Léonard de Vinci et conservé à la bibliothèque royale de Turin.
Ce dessin de moyenne dimension est un portrait en buste d'une jeune femme anonyme. Il est établi qu'il constitue l'étude préparatoire à la tête de l'ange Uriel présent sur La Vierge aux rochers, toile commandée par la confrérie de l'Immaculée Conception de Milan. Vraisemblablement réalisé entre 1483 et 1485, le dessin appartient probablement aux trois dernières études conservées se rapportant à ce tableau.
Cette étude marque une étape importante de la vie artistique du peintre puisqu'elle constitue à la fois une synthèse de son apprentissage chez Verrocchio et la mise en place de ses codifications futures concernant le portrait. C'est ainsi qu'on en retrouve l'influence dans nombre de compositions futures du peintre lui-même mais aussi, indirectement, chez Titien, Raphaël ou Vermeer.
Reconnue pour ses qualités techniques, esthétiques et psychologiques, l'œuvre fait l'objet d'un intérêt soutenu, allant jusqu'à l'admiration, de la part des historiens de l'art qui le tiennent pour l'« un des plus beaux dessins du monde ».

## Description
Le dessin de la Tête de jeune femme a pour support une feuille de papier préparée avec de l'ocre clair ; celle-ci est rectangulaire et de dimensions 18,1 × 15,9 cm. Il est réalisé à la pointe d'argent et comporte de légères touches de blanc de céruse,. Au dos de la feuille se trouve un petit croquis de la même main qui pourrait constituer l'ornement pour la couverture d'un projet d'ouvrage,.
Il présente le portrait d'une jeune femme en buste. Seuls les traits de son visage sont clairement tracés, celui-ci présentant une expression faite à la fois d'intensité et de grâce,. Le haut de son buste et sa chevelure sont seulement esquissés : ses cheveux semblent couverts d'un chapeau et sa poitrine, son épaule gauche et l'arrière de son bras droit se laissent deviner par quelques lignes succinctement tracées,. Les épaules tournées vers la gauche du cadre, la jeune femme est montrée de trois quarts dos : sa tête effectue une rotation vers la gauche, ce qui découvre son visage de trois quarts face. Son regard est légèrement incliné vers le bas et elle amorce un début de sourire.
L'artiste utilise la technique de la hachure pour marquer les ombres et modeler les volumes. Seul le visage, notamment la mâchoire et la joue, comporte les hachures les plus précisément tracées et est porteur de blanc de céruse. De la même manière que leurs contours ne sont qu'esquissés, les autres parties du corps portent des hachures plus rapidement marquées,.

## Historique de l'œuvre

### Attribution
L'attribution du dessin à Léonard de Vinci fait l'objet d'un large consensus parmi la communauté scientifique depuis le XIXe siècle, et plus particulièrement à partir de sa première attribution par Giovanni Rosini en 1843 dans son ouvrage Storia della pittura italiana esposta coi monumenti puis de l'établissement de son lien avec La Vierge aux rochers par l'historien de l'art allemand Jean-Paul Richter en 1883,. Cette attribution s'affermit sans guère de résistance au siècle suivant grâce, notamment, aux expertises de deux des plus éminents spécialistes de l'œuvre du peintre florentin, Bernard Berenson et Carlo Pedretti.
La première indication de l'aspect autographe du dessin tient au caractère tout à fait léonardesque du visage, avec « [l']accentuation des globes oculaires, entre l'ovale et le triangle renversé, [le] long nez, [les] lèvres charnues et légèrement souriantes, [le] menton arrondi et proéminent », typiques des visages féminins du peintre. Par ailleurs, l'artiste use d'un sfumato qui lui est caractéristique,. De plus, les pérégrinations de l'œuvre, bien qu'elles soient documentées de façon lacunaire, tendent à remonter à Léonard. Enfin, l'identification du dessin comme étude préparatoire du visage de l'ange dans la version de La Vierge aux rochers conservée au musée du Louvre constitue un indicateur décisif,.

### Contexte dans la vie de Léonard de Vinci et datation

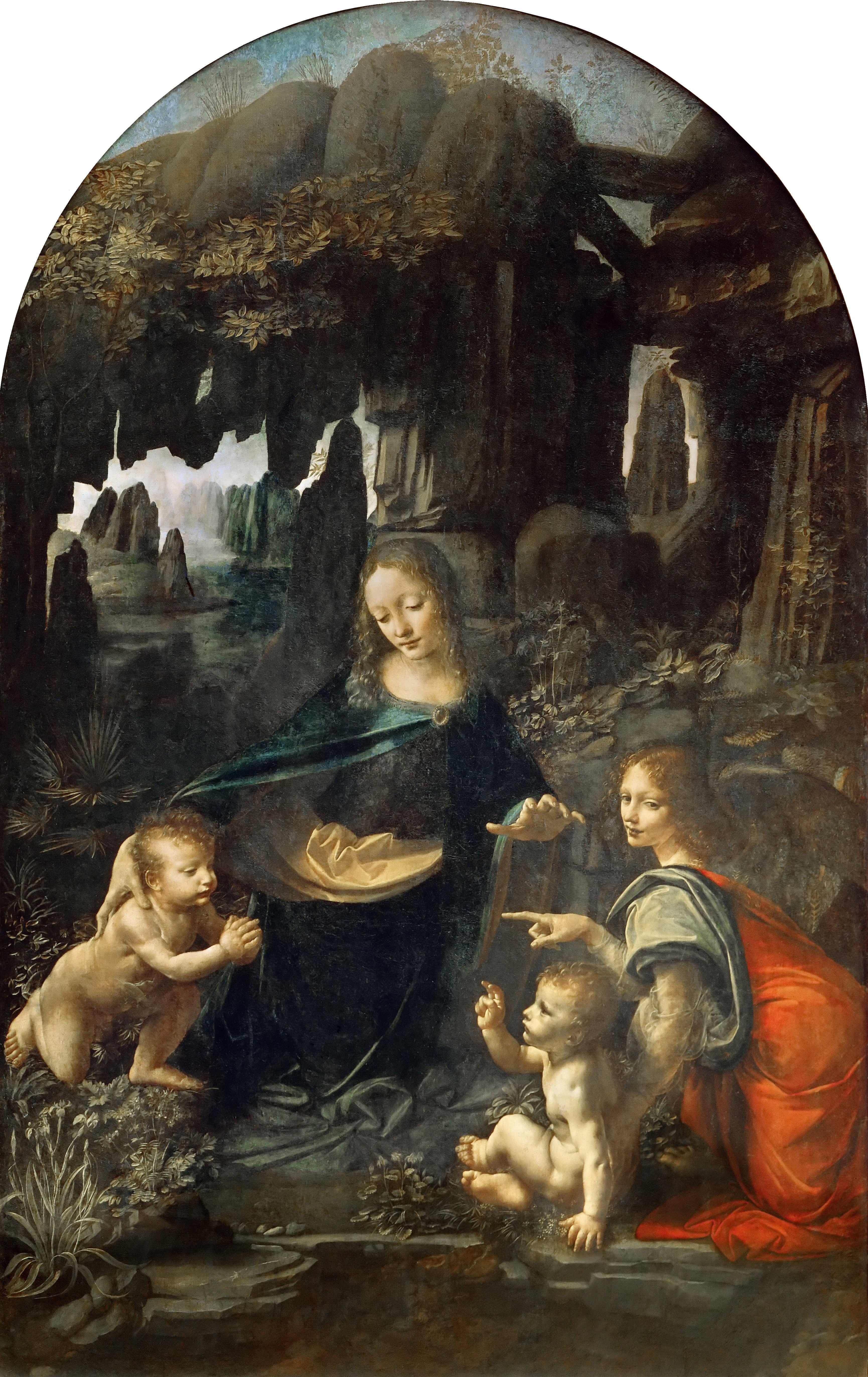
La Vierge aux rochers (1483-1486, Paris, musée du Louvre, inv.777). Le visage de l'ange a pour modèle la Tête de jeune femme.

Même si la date de création du dessin varie selon les auteurs entre le début ou la fin de la décennie 1480, il est établi qu'il est postérieur à l'installation de Léonard de Vinci à Milan en 1482. Celui-ci a environ trente ans. Il est alors un artiste reconnu mais il n'est pas suffisamment installé à Milan et n'a pas encore les relations lui permettant de recevoir commande pour vivre de son art. La rencontre avec Giovanni Ambrogio de Predis est bénéfique pour lui car elle lui permet de se faire connaître de l'aristocratie locale grâce à l'entregent de De Predis, peintre bien introduit dans la cour de  Ludovic Sforza dit le More. 
Quelques années plus tôt, en 1478, il a quitté l'atelier florentin de Verrocchio dont il était l'élève depuis 1469. L'historien de l'art et biographe Giorgio Vasari note que le maître semble s'arrêter de peindre, considérant que son élève le surpasse dans le domaine. Créé à l'issue de cette période florentine et au début de sa première période milanaise, le dessin de la Tête de jeune femme constitue ainsi la synthèse de l'ensemble des expériences techniques et stylistiques issues de la formation du peintre chez Verrocchio,. 
La quasi-totalité des chercheurs contemporains voient dans le dessin une étude préparatoire à la tête de l'ange dans La Vierge aux rochers. Ils situent donc sa création à « environ 1483 », date de signature du contrat de commande entre Léonard et la Confrérie de l'Immaculée Conception,,,. Certains comme Carlo Pedretti estiment cette création « entre 1483 et 1485 », soit selon une limite finale d'un an avant la date d'achèvement présumée du tableau. Une théorie ancienne et désormais rarement soutenue avance que le dessin constitue une étude pour le portrait de Cecilia Gallerani dans La Dame à l'hermine peint entre 1489 et 1490. Ceci date donc le dessin de ces mêmes années,. Mais cette hypothèse demeure largement minoritaire parmi les membres de la communauté scientifique qui considèrent que La Dame à l'hermine est plutôt un réemploi par Léonard de ses procédés développés des années plus tôt, notamment dans le dessin de la Tête de jeune femme.

### Pérégrinations de l'œuvre
L'œuvre semble avoir subi les mêmes pérégrinations que l'Autoportrait de Léonard  : à la mort de ce dernier, le 2 mai 1519, son élève Francesco Melzi en hérite, au même titre que la quasi-totalité de ses manuscrits et dessins. À la mort de Melzi en 1570, l'ensemble est dispersé par son fils Orazio. En 1707, le collectionneur de dessins et moine Sebastiano Resta indique avoir en sa possession ce qui semble être le dessin de la Tête de jeune femme. Dans la seconde moitié du XVIIIe siècle, le graveur, antiquaire et collectionneur Giovanni Volpato (1735 - 1803) redécouvre puis réunit un ensemble de treize dessins de Léonard, dont fait partie la Tête de jeune femme. En 1839, Charles-Albert de Sardaigne se porte acquéreur de la collection de Volpato en vue d'enrichir sa bibliothèque royale. Depuis, le dessin est conservé à la bibliothèque royale de Turin sous le numéro d'inventaire 15572 D.C.; Dis. It. 1/19.

## Création: une étude pourLa Vierge aux rochers

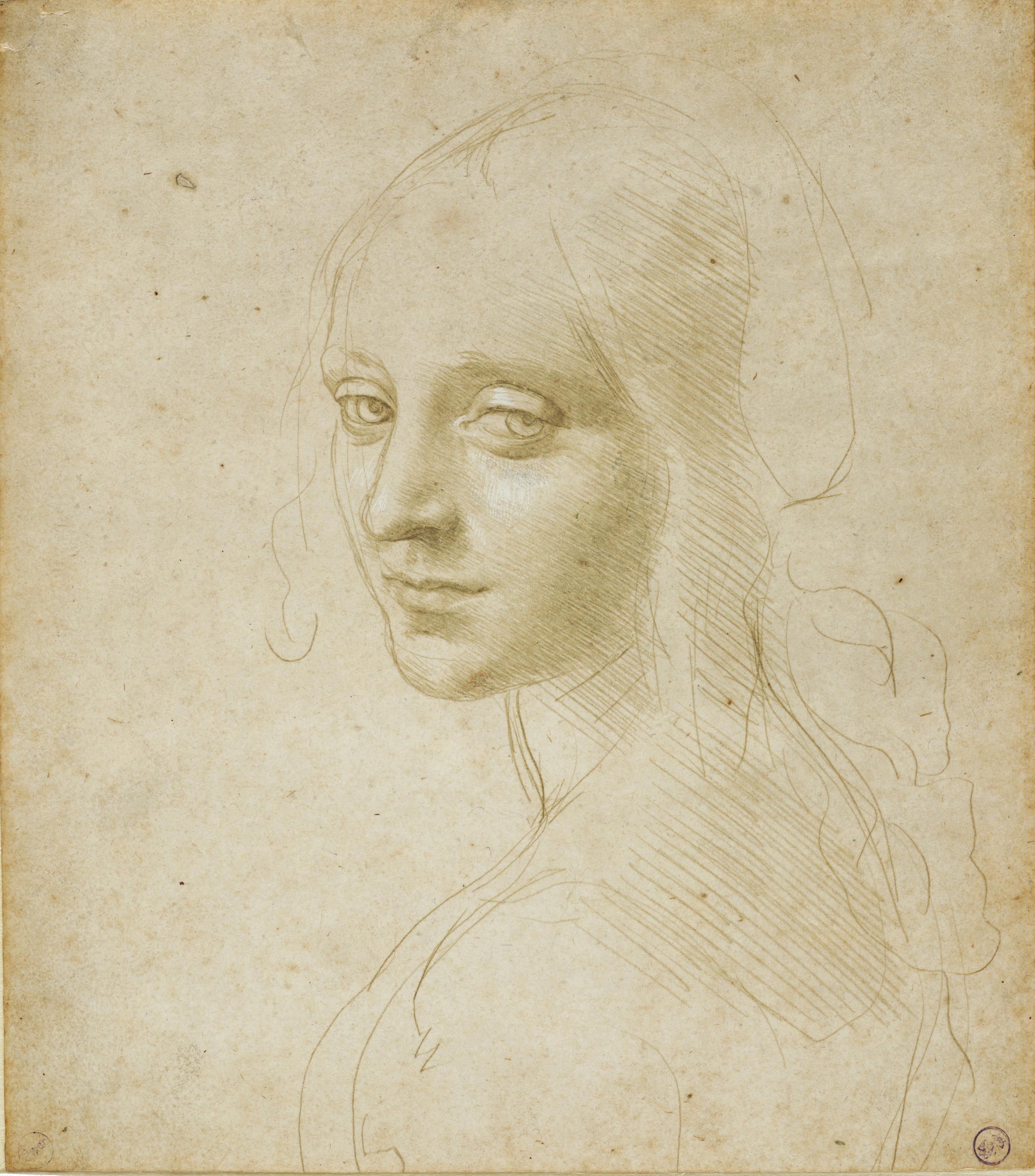
Étude pour la tête de l'ange Uriel (vers 1483, Turin, bibliothèque royale, inv. 15572 DC).
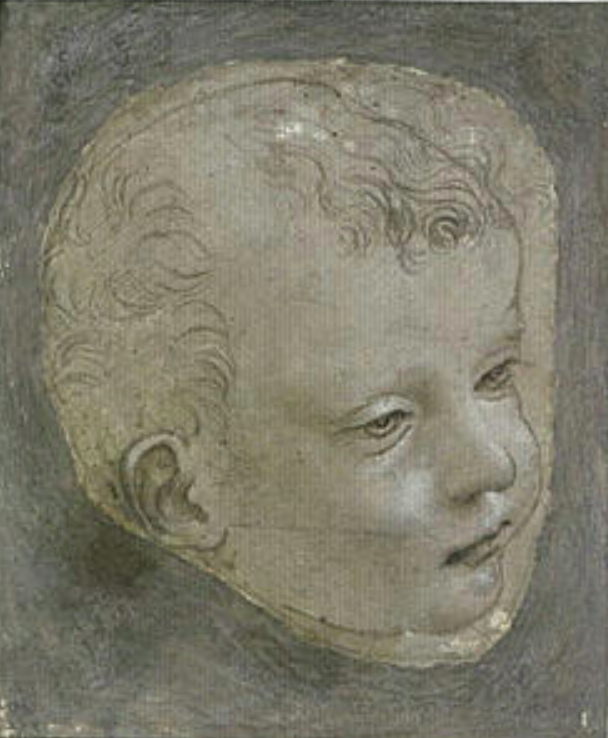
La tête d'enfant de trois quarts à droite est une étude pour la tête de l'enfant saint Jean Baptiste (vers 1483, Paris, Louvre, département des arts graphiques, inv. 2347).
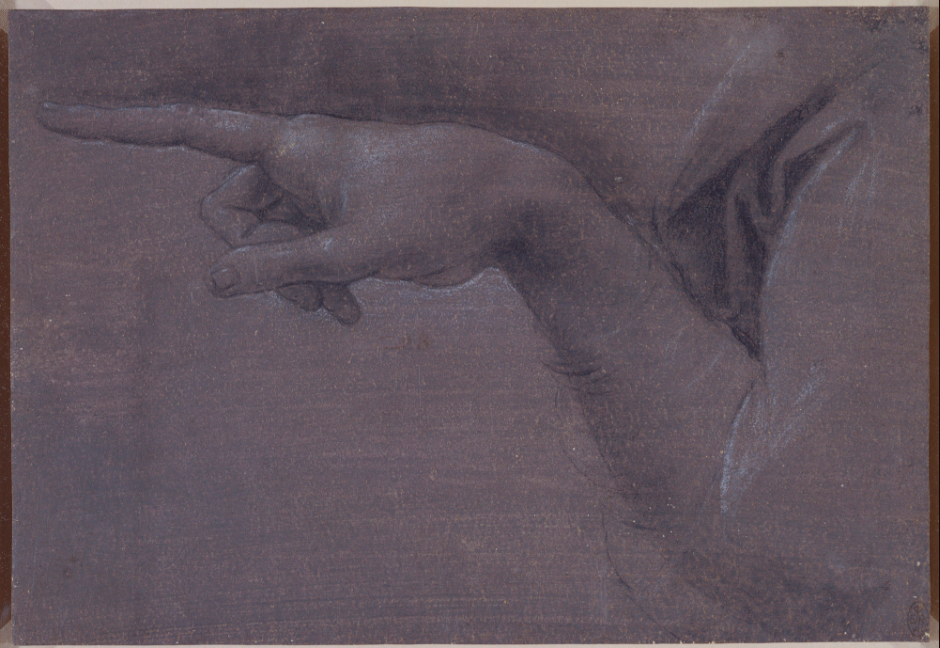
Étude pour la main de l'ange (dessin présumé de Léonard de Vinci, vers 1483 ou 1517-1520, château de Windsor, Royal Library, inv. RCIN 912520).

Réalisé  entre 1483 et 1485, le dessin est considéré comme une étude préparatoire à la tête de l'archange Uriel présent sur la version du tableau La Vierge aux rochers conservée au musée du Louvre à Paris et réalisée entre 1483 et 1486,,,. Seules trois études pour l'œuvre peinte nous sont parvenues : outre la Tête de jeune femme, une tête d'enfant de trois quarts à droite qui est l'étude pour la tête de Jean Baptiste bébé est conservée au département des arts graphiques du musée du Louvre, et une autre présumée de Léonard pour la main droite de l'ange (celle qui désigne le petit Jean Baptiste) est conservée au château de Windsor dans la Royal Library,,,.

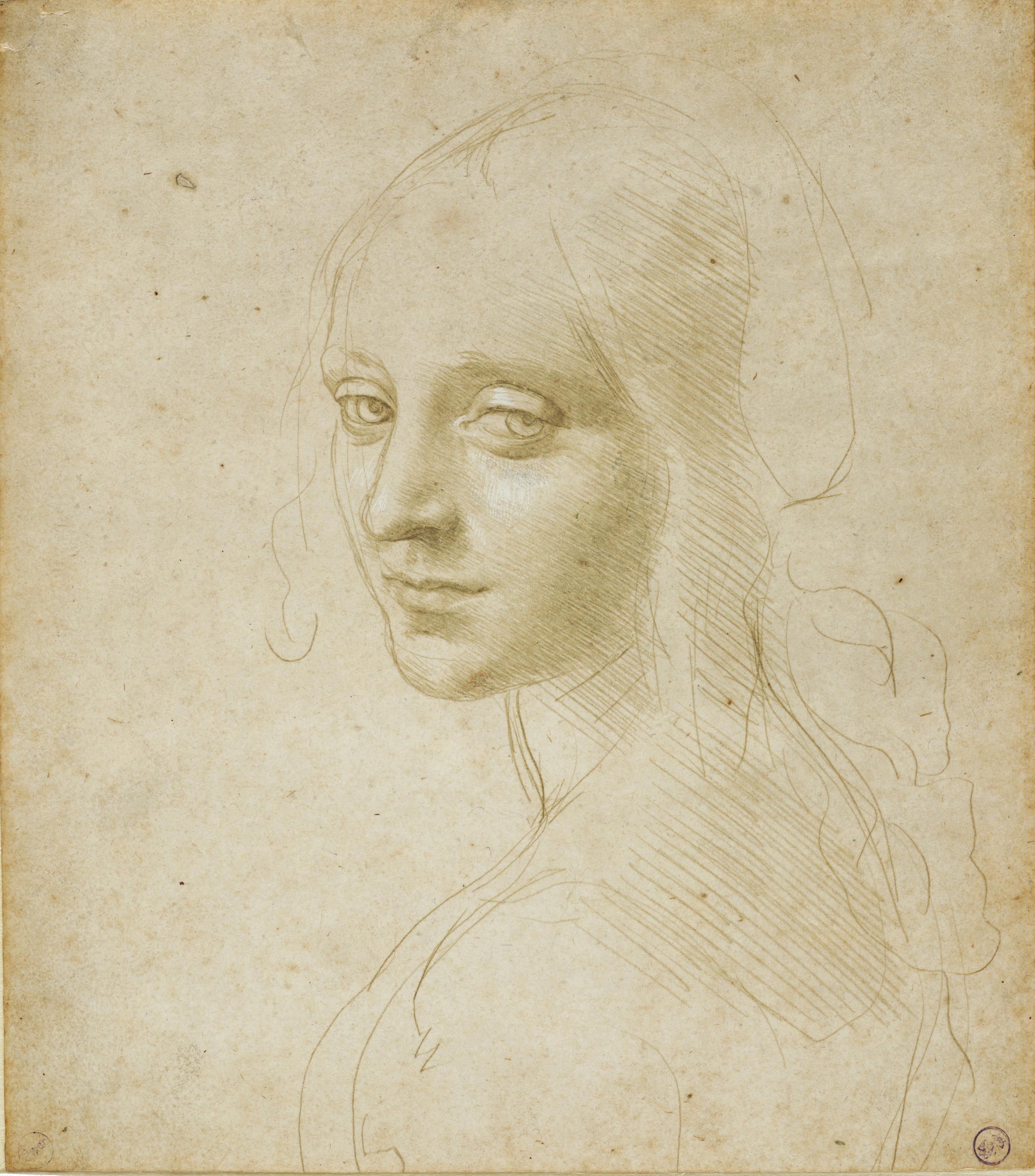
Étude pour la tête de l'ange.
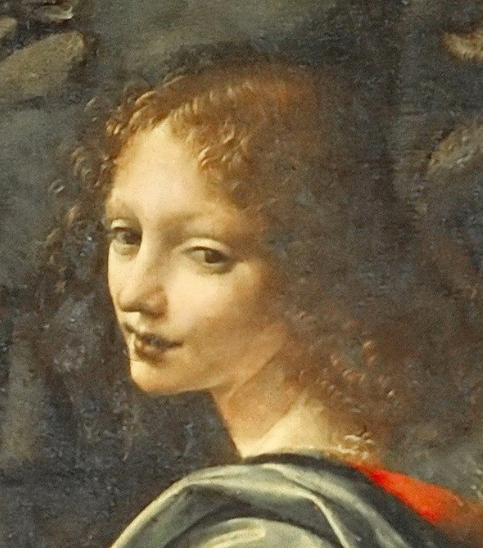
Sa mise en œuvre au sein de La Vierge aux rochers (détail).

Si ce lien est fait entre le dessin et le tableau depuis 1883 et les travaux de l'historien de l'art allemand Jean-Paul Richter, il demeure ténu et sujet à débats. Léonard de Vinci réutilise en effet volontiers ses trouvailles techniques et esthétiques d'un dessin sur l'autre ; ce que confirme Frank Zöllner, pour qui, chez le peintre, « des études de figures individuelles […] sont infiniment plus difficiles à rapprocher d'une peinture particulière que les dessins à plusieurs figures, qui souvent représentent des actions complètes ». Permettant de dépasser cette difficulté, les points de correspondance entre dessin et peinture sont néanmoins suffisamment nombreux et précis pour asseoir la conviction : même pose « par-dessus l'épaule », visages quasiment identiques — ce sont en particulier son sourire et la rotation de sa tête qui servent de modèle au peintre — et mêmes regards dirigés vers le spectateur.
Les chercheurs considèrent que les deux œuvres — dessin et portrait peint — forment l'exemple de la « coloration florentine dans la finesse des traits du visage, le mouvement de la tête et dans la longue chevelure bouclée » telle que Léonard l'a apprise auprès de Verrocchio et telle que l'attendent les commanditaires de La Vierge aux rochers,. De fait, le tableau constitue une mise en œuvre fidèle de l'étude malgré les tâtonnements du peintre dans les autres parties de l'œuvre. En outre, cette fidélité trahit un choix précoce de contrevenir dans la forme et dans l'esprit aux demandes des commanditaires de l'œuvre. La décision de Léonard d'abandonner le regard direct de son étude dans la version plus tardive de Londres (datée entre 1507 et 1508) est à ce titre éloquente.
Néanmoins, Léonard de Vinci introduit entre le dessin et le tableau des différences de détails qui apportent une dimension nouvelle à l'œuvre finale. Ainsi, si le visage sur le dessin est identifié par tous les observateurs avec celui d'une femme, celui du tableau devient clairement androgyne. Constitutive de l'œuvre du peintre, cette ambiguïté est identifiée par de nombreux observateurs comme le reflet de sa propre sexualité, et notamment d'une homosexualité cachée. D'autre part, l'historienne et théoricienne des arts Frédérique Villemur constate que l’androgynie est « porteuse d’une virtualité figurative et que son efficacité tient chez Léonard de Vinci à la puissance de l’indistinct, à une fusion des genres jusque dans le neutre ». Autre élément du devenir du dessin dans l'œuvre peinte, le regard du personnage qui est également un point commun fascinant : si l'intensité de ce regard vers le spectateur invite efficacement ce dernier à pénétrer dans l'œuvre, son « expression [devient] quelque peu cruelle » dans le tableau, ce qui induit un double mouvement d'attirance-répulsion absent auparavant.

## Analyse

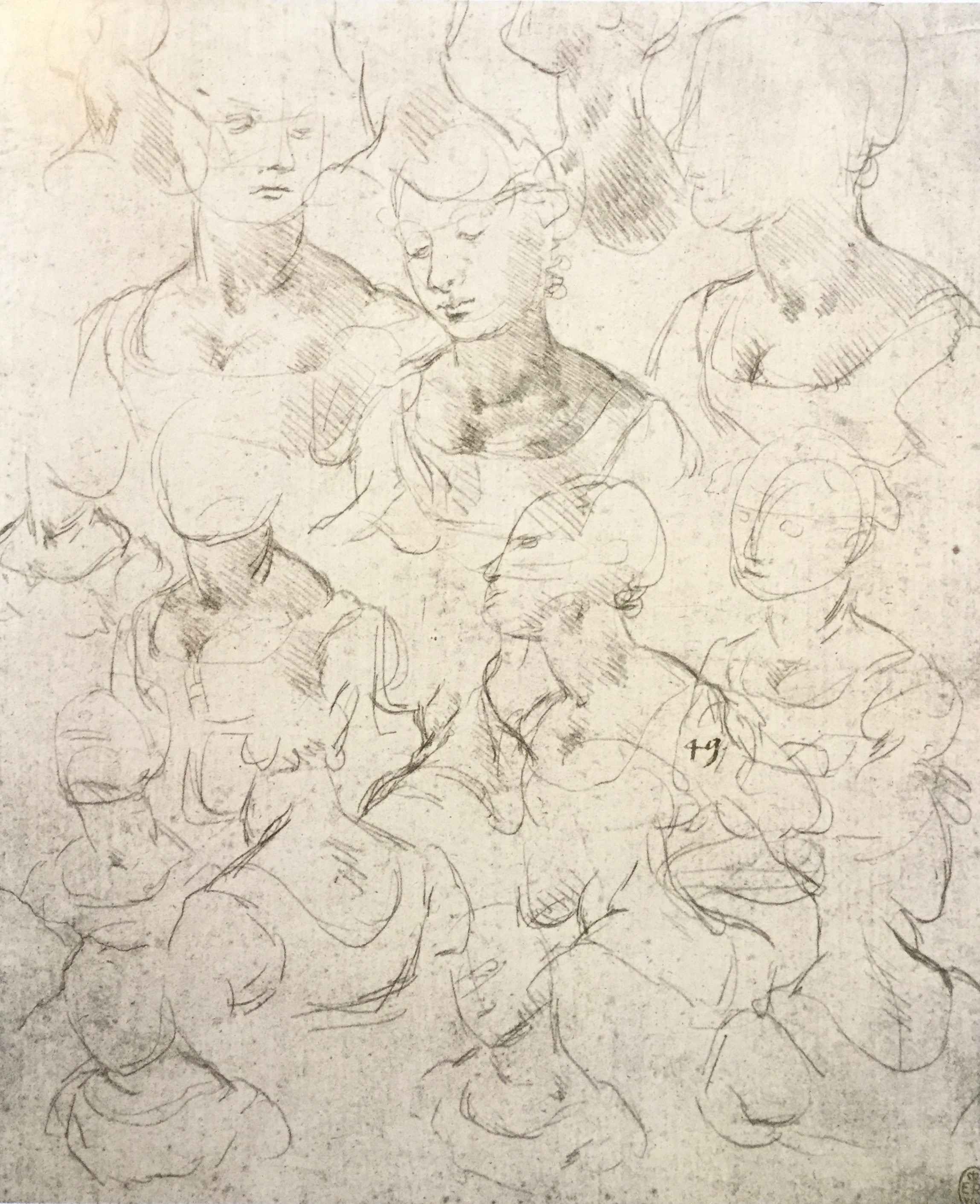
Léonard de Vinci, étude de dix-huit positions du buste d'une femme (vers 1478-1480, Château de Windsor, Royal Collection, inv. RCIN 912513).

L'historien de l'art spécialiste de l'œuvre de Léonard de Vinci Carlo Pedretti recommande, pour analyser le dessin, de le considérer dans le cadre technique et temporel d'une étude pour l'ange de La Vierge aux rochers.

### Une synthèse des expérimentations passées

#### Saisir le mouvement

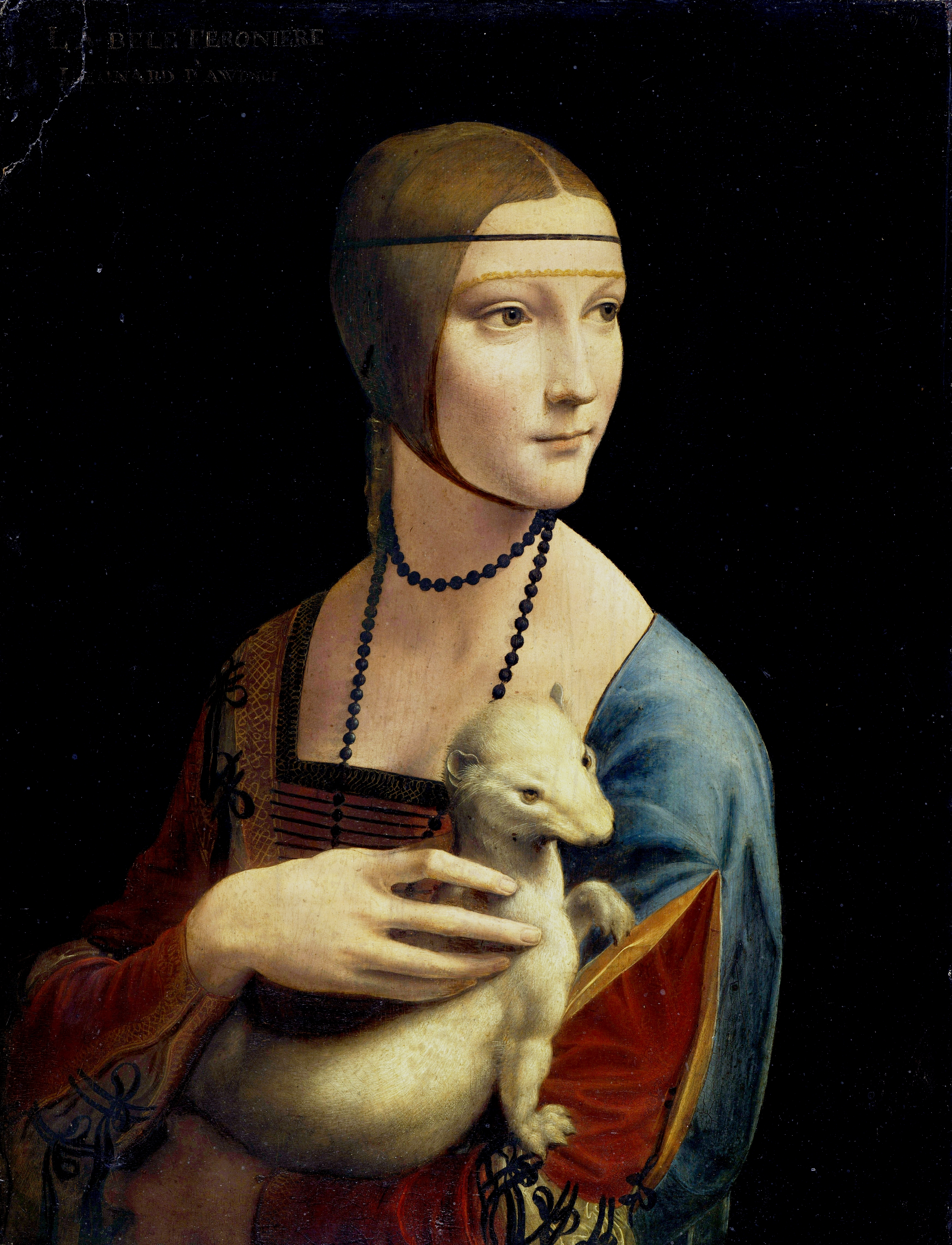
La Dame à l'hermine, portrait de Cecilia Gallerani (Léonard de Vinci, entre 1488 et 1490, Cracovie, Musée national).

La Tête de jeune femme est volontiers décrit comme une synthèse de l'apprentissage de Léonard de Vinci chez Verrocchio ainsi que de ses expérimentations techniques et artistiques,. Ainsi, en premier lieu, il présente une capacité du peintre à tourner autour de son modèle, tel un sculpteur. En cela, l'œuvre évoque un autre dessin, l'étude de dix-huit positions du buste d'une femme daté de la même période (1478-1480) et présentant le buste et la tête d'un même modèle sous une grande variété de points de vue. Par ailleurs, le dessin atteste de l'aptitude du jeune Léonard à saisir le mouvement ; celui-ci est induit par la posture dynamique de son modèle, dite « par-dessus l'épaule », dans laquelle le spectateur voit le personnage de trois quarts dos et, à la suite d'une rotation, son visage de trois quarts face. Ces éléments confirment un apprentissage chez un maître, Verrocchio, certes connu pour son travail de peintre mais célébré surtout pour son talent de sculpteur,.
Cette capacité à saisir le mouvement explique ainsi la confusion passée de certains observateurs entre le dessin et le portrait de Cecilia Gallerani dit La Dame à l'hermine (portrait daté entre 1488 et 1490) dont il aurait constitué une étude : ce tableau présente en effet une jeune femme en buste qui adopte une pose similaire au modèle de la Tête de jeune femme. Or il n'est qu'une variation du dessin puisqu'il ne fait que résulter d'un changement de point de vue du peintre autour d'un modèle ayant conservé une pose identique. Mais les chercheurs s'accordent désormais pour voir plutôt dans ce portrait une réutilisation de solutions techniques mises au point notamment avec la Tête d'une jeune femme,.

#### Ombres et lumières
La Tête de jeune femme convoque tout un jeu sur les ombres et la lumière sur lequel il s'interroge et qui fait l'objet de questionnements de la part des artistes d'alors. Ainsi, l'œuvre est le lieu où s'appliquent les préceptes qu'énonce le théoricien des arts Leon Battista Alberti dans son De pictura (1435) concernant la transition « insensible » que doit exposer le peintre entre zone éclairée et zone ombragée :

« Mais de telle figure qui aura ses superficies attachées de façon que de douces lumières s'y convertissent insensiblement en ombres suaves, qui n'aura aucune aspérité anguleuse, nous dirons avec raison qu'elle est belle et pleine de charme. »

De même, la Tête d'une jeune femme applique les préceptes que Léonard définit lui-même dans son Traité de la peinture concernant l'opposition forte de luminosité qu'il convient de donner entre les zones du visage, :

« La force des ombres et des lumières contribue beaucoup à la grâce des visages des personnes qui sont assises aux portes des maisons obscures, parce que celui qui les regarde voit que le côté du visage qui est ombré se trouve encore obscurci de l'ombre du lieu, et l'autre côté du même visage qui est éclairé du jour reçoit aussi la clarté qui vient de la lumière de l'air, par lequel accroissement d'ombre et de lumière le visage prend un grand relief, et vers le côté du jour les ombres y sont presque insensibles, tellement que par cette représentation et accroissement d'ombre et de lumière le visage acquiert une grâce et une beauté particulière. »

Afin de restituer les effets de demi-teintes, Léonard de Vinci utilise la technique de la hachure, un ensemble de lignes parallèles dont l'espacement varie en fonction de la tonalité désirée : il est considéré avec Domenico Ghirlandaio comme un des artistes maîtrisant le mieux le procédé. Néanmoins, la technique ne permet pas de rendre parfaitement toutes les nuances que le dessin porte — question qui ne se pose évidemment pas sur la figure du tableau achevé dont les dégradés de tons sont obtenus par glacis. Bien qu'il la résolve en partie par l'ajout de blanc de céruse, la solution n'est que partielle. Or, même à l'époque de la conception de la version de Londres de La Vierge aux rochers (1507 - 1508), il ne parvient pas à trouver de solution pleinement satisfaisante.

### La technique au service de l'expression artistique

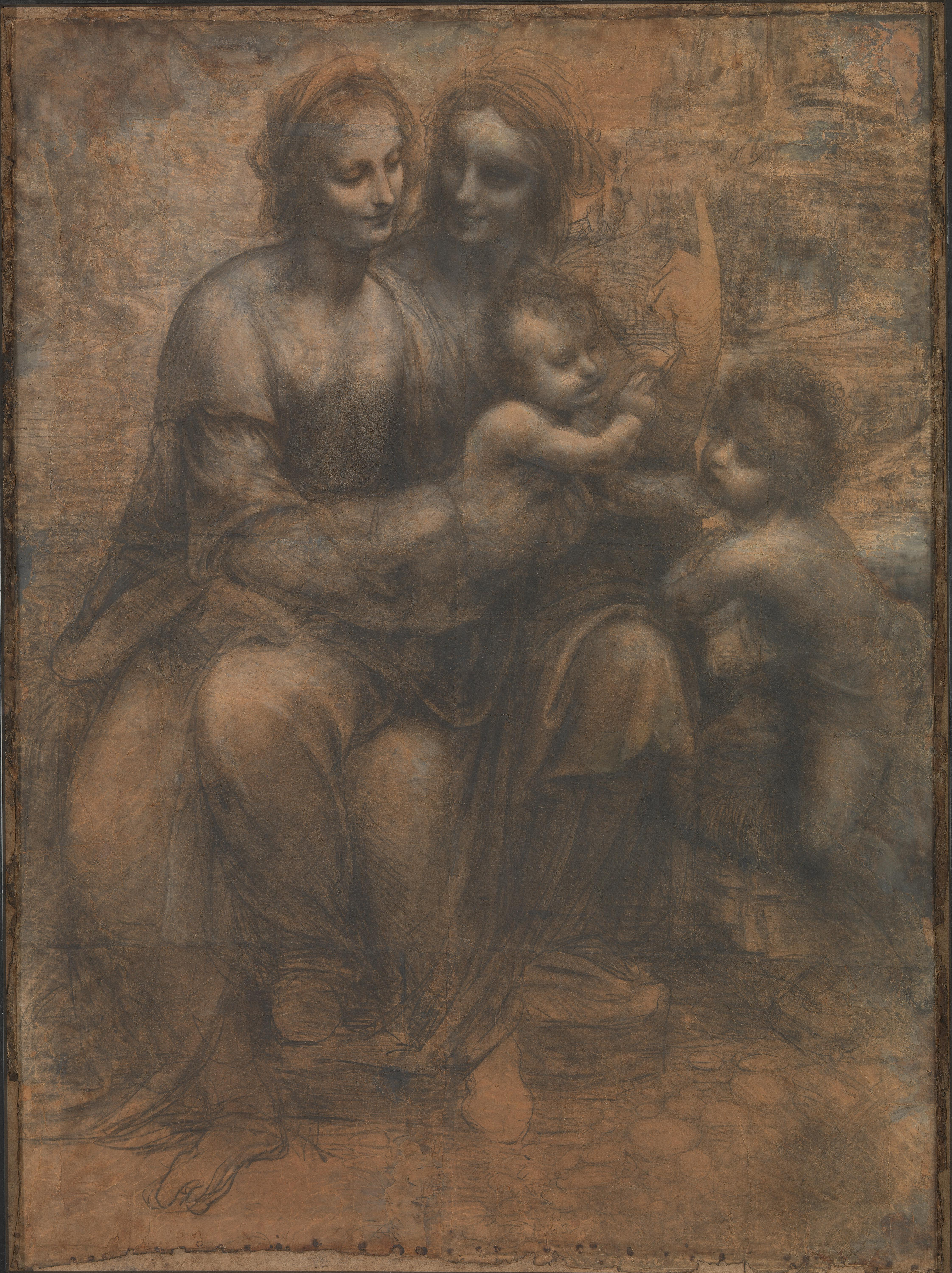
La Vierge, l'Enfant Jésus avec sainte Anne et saint Jean-Baptiste, vers 1500, Londres, National Gallery.
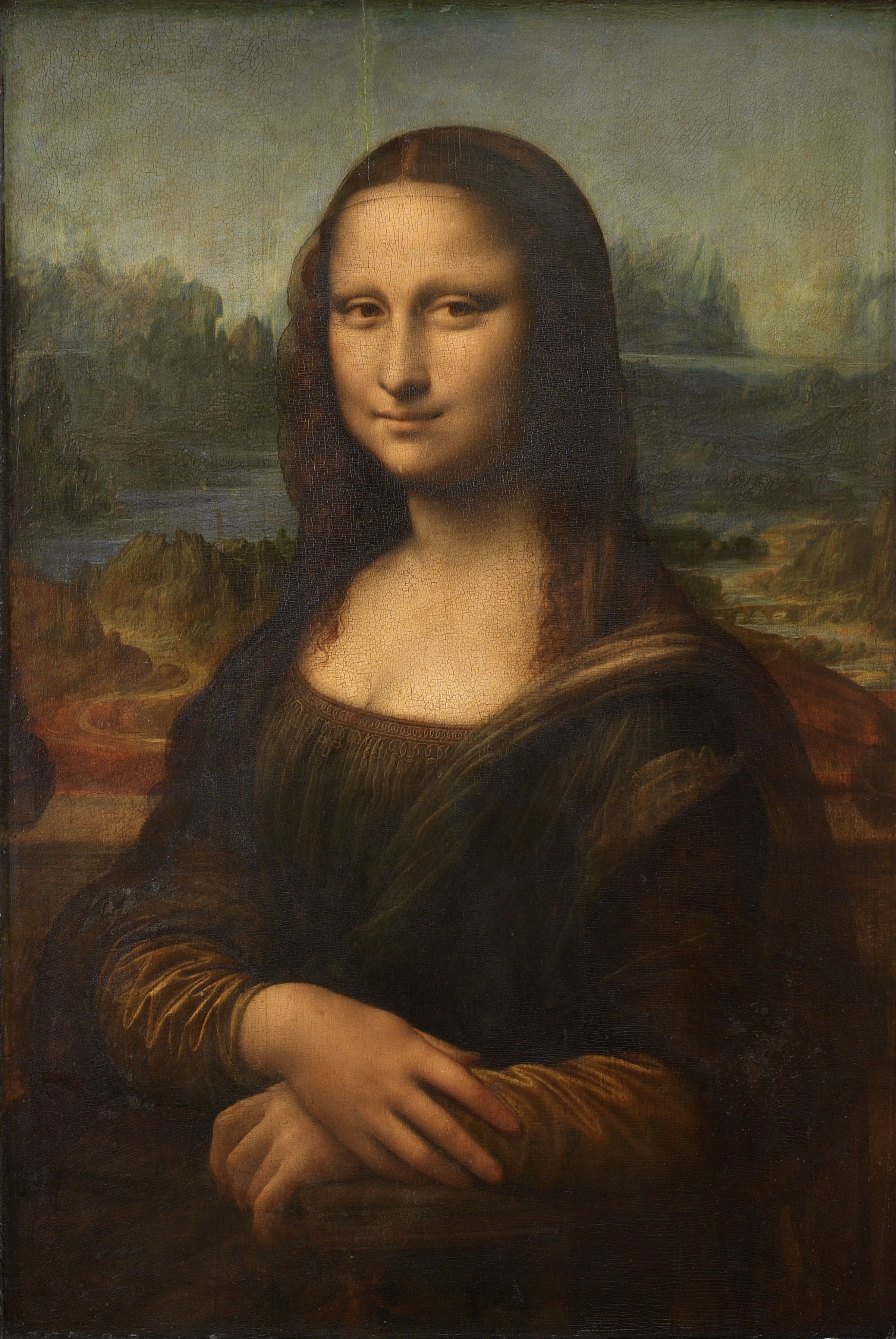
La Joconde, entre 1503 et 1506 ou entre 1513 et 1516, Paris, musée du Louvre.
Saint Jean-Baptiste, entre 1513 et 1516, Paris, musée du Louvre.

Le dessin Tête de jeune femme s'impose comme une œuvre à part entière malgré son caractère d'étude préparatoire à un tableau. En effet, au moyen d'une parfaite connaissance des faits physiques et d'une grande maîtrise technique, Léonard de Vinci offre au spectateur « un être plein de grâce et de vie  » et compose ainsi une œuvre poétique.
Or une grande part de cette expérience poétique tient à la capacité du peintre à faire émerger la vérité psychologique de son sujet où se mêlent grâce, malice et « noblesse ». Les chercheurs ajoutent à cette description un élément de complexité : la douceur du visage est rendue ambigüe par la présence d'un sourire qui deviendra par la suite propre aux portraits du peintre.

### La mise en place de codifications futures
Pour nombre d'observateurs, le dessin de la Tête d'une jeune femme constitue une transition dans l'œuvre du peintre, entre un style et une technique issues d'une expérience passée dans l'atelier d'un peintre renommé, Verrocchio, et l'établissement d'une codification. L'œuvre inaugure donc un point de départ pour le peintre en ce qu'il est possible d'en retrouver les codifications dans des œuvres plus tardives comme dans le tableau de La Madone aux fuseaux (dont il ne subsiste que des copies, dont une, conservée à New York, est datée vers 1501). C'est ce qui conduit ainsi les historiens de l'art Frank Zöllner et Johannes Nathan à qualifier le dessin de « prototype ».

#### La création du portrait «par-dessus l'épaule»
Le dessin présente une vue « par-dessus l'épaule » c'est-à-dire une pose obtenue par la « torsion du buste observée depuis l'arrière et accompagnée d'un mouvement de la tête tournée vers le spectateur ». Cette pose est caractéristique du lien fait par Léonard entre son apprentissage chez Verrocchio et les créations qu'il peut en tirer : c'est parce que Verrocchio lui enseigne la représentation du mouvement et du corps selon différents points de vue qu'il peut concevoir cette vue,,. Léonard propose ainsi dès 1475 les prémisses d'un tel procédé dans le Baptême du Christ, un tableau de Verrocchio (dont il est encore élève) sur lequel il conçoit et peint la pose de l'ange le plus à gauche : le personnage est figuré selon une vue de dos et une rotation de la tête ; cette rotation demeure néanmoins partielle car la tête est encore orientée vers le centre de la scène,. Dans le dessin de la Tête de jeune femme, la rotation est complète et la vue « par-dessus l'épaule » est désormais techniquement installée. Cette création dans le dessin donne lieu à des expérimentations que Léonard conduit dans le reste de sa carrière, et notamment lors de sa première période milanaise. C'est ainsi qu'on peut la retrouver dans un autre dessin plus tardif et intitulé Tête du Christ portant sa Croix (1495-1497, Venise, Gallerie dell'Accademia).

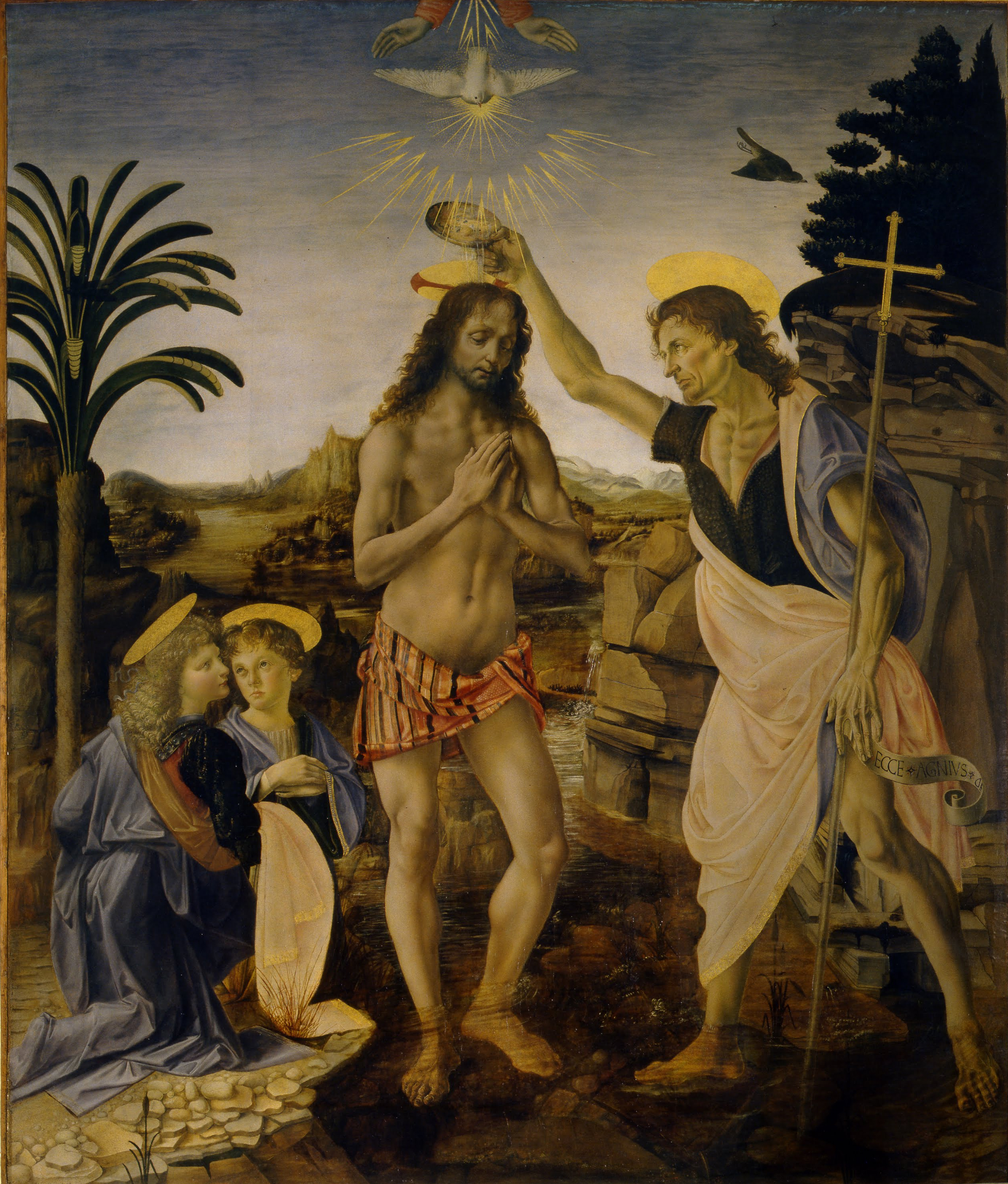
Andrea del Verrocchio, le Baptême du Christ, 1475, Florence, musée des Offices. L'ange de gauche est de la main de Léonard de Vinci et porte les prémisses de la création de la vue « par-dessus l'épaule ».
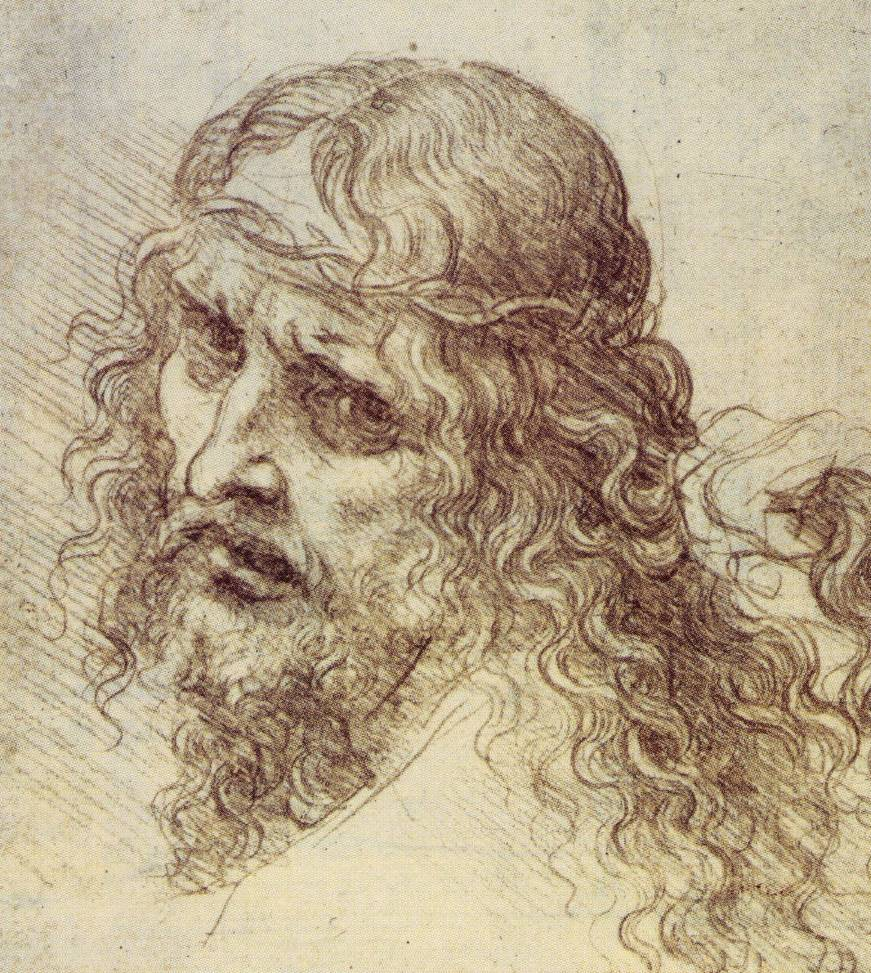
Un exemple plus tardif d'expérimentation de « portrait par-dessus l'épaule » par le peintre (Tête du Christ portant sa Croix, 1495-1497, Venise,  Gallerie dell'Accademia).

#### L'établissement d'une beauté idéalisée
Le succès de l'œuvre tient en premier lieu à la beauté intrinsèque du modèle représenté, avant toute considération technique, qu'elle concerne la composition de l'œuvre ou la technique purement graphique par exemple. De fait, Léonard de Vinci établit avec ce dessin un canon d'une beauté féminine idéalisée même s'il est fait ici d'après nature.
Le portrait se construit donc selon un agencement des parties du visage tout à fait codifié : « un front presque aussi haut que le sommet de la tête », de longs cheveux ondulés, hérités des représentations de Verrocchio, de grands yeux « emplis de malice », « [un] long nez, [des] lèvres charnues et légèrement souriantes, [un] menton arrondi et proéminent ».
C'est pourquoi il n'est guère étonnant de retrouver ces caractéristiques des années plus tard dans des œuvres comme La dame à l'hermine (1489-1490) : la rencontre entre Léonard de Vinci et Cecilia Gallerani constitue de fait la rencontre entre un artiste, un type de visage dont il a construit les caractéristiques et un modèle qui rassemble ces dernières et auquel le peintre ne peut donc qu'être sensible.

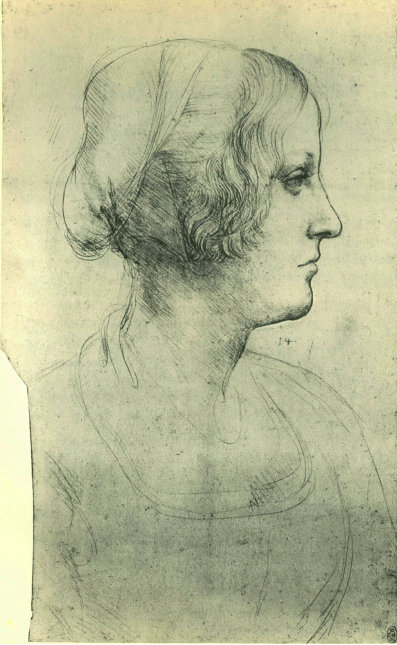
La coiffure du modèle se retrouve dans cette Tête de femme vue de profil (ca. 1495, château de Windsor, Royal Collection, inv. RCIN 912505)[P 7]
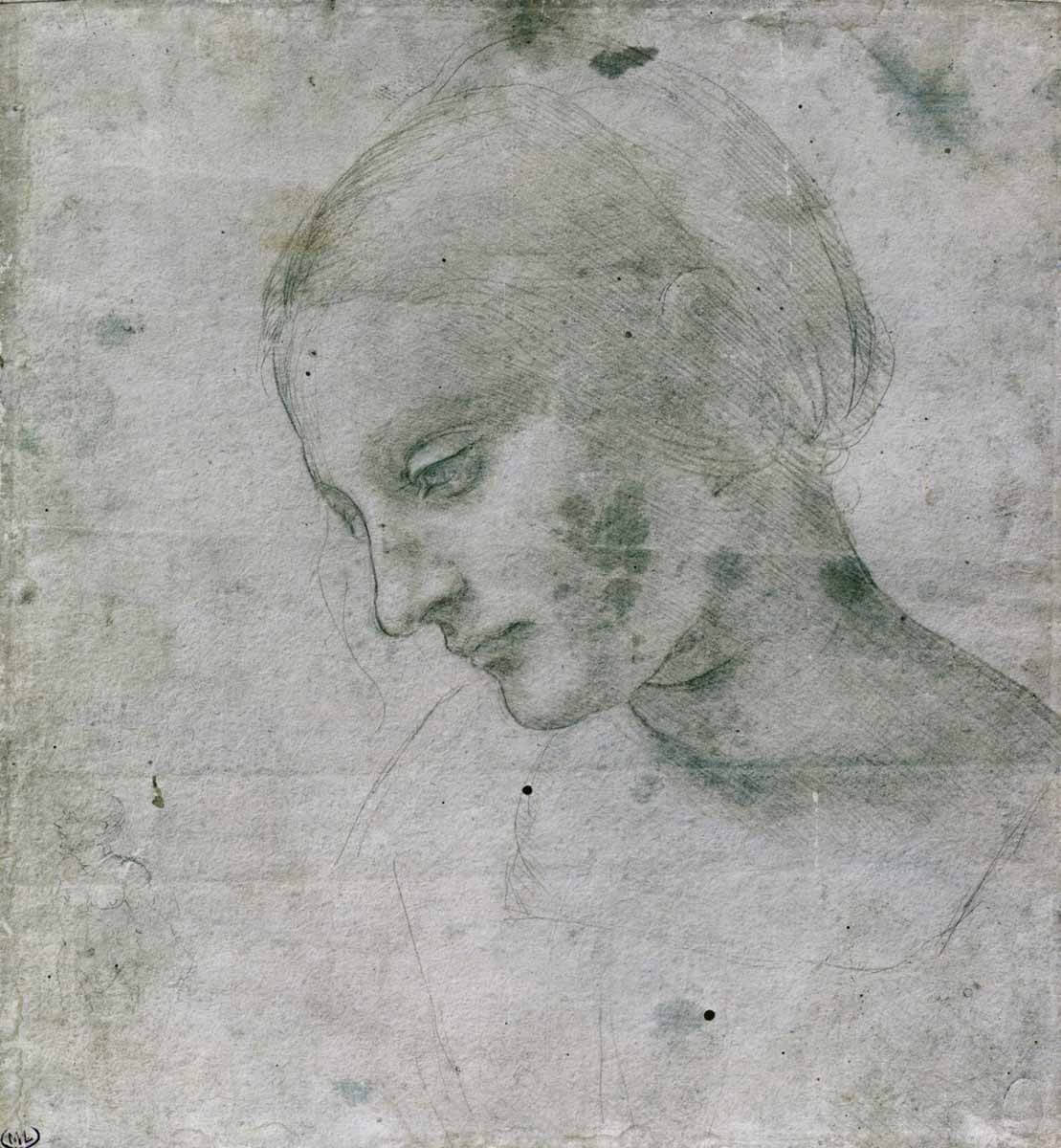
Tête de jeune femme (ca. 1490, Paris, musée du Louvre, département des arts graphiques, inv.2376)

## Postérité

### Influence
L'œuvre constitue une source d'influence certaine pour Léonard de Vinci lui-même qui n'a de cesse que de s'en inspirer dans nombre de ses portraits futurs. S'il n'est pas avéré que les prédécesseurs de Léonard aient vu le dessin, il est établi que les découvertes qu'il a induites les ont influencés : ainsi, la vue dite « par-dessus l'épaule » est volontiers reprise par Giorgione et, à sa suite, par Titien comme dans son Portrait d'homme (vers 1512) puis, certainement par  Raphaël comme dans son Portrait de Bindo Altoviti (vers 1515). Puis il est possible de poursuivre ce cheminement par Johannes Vermeer qui l'emprunte à ces deux derniers dans son tableau La Jeune Fille à la perle (vers 1665),.

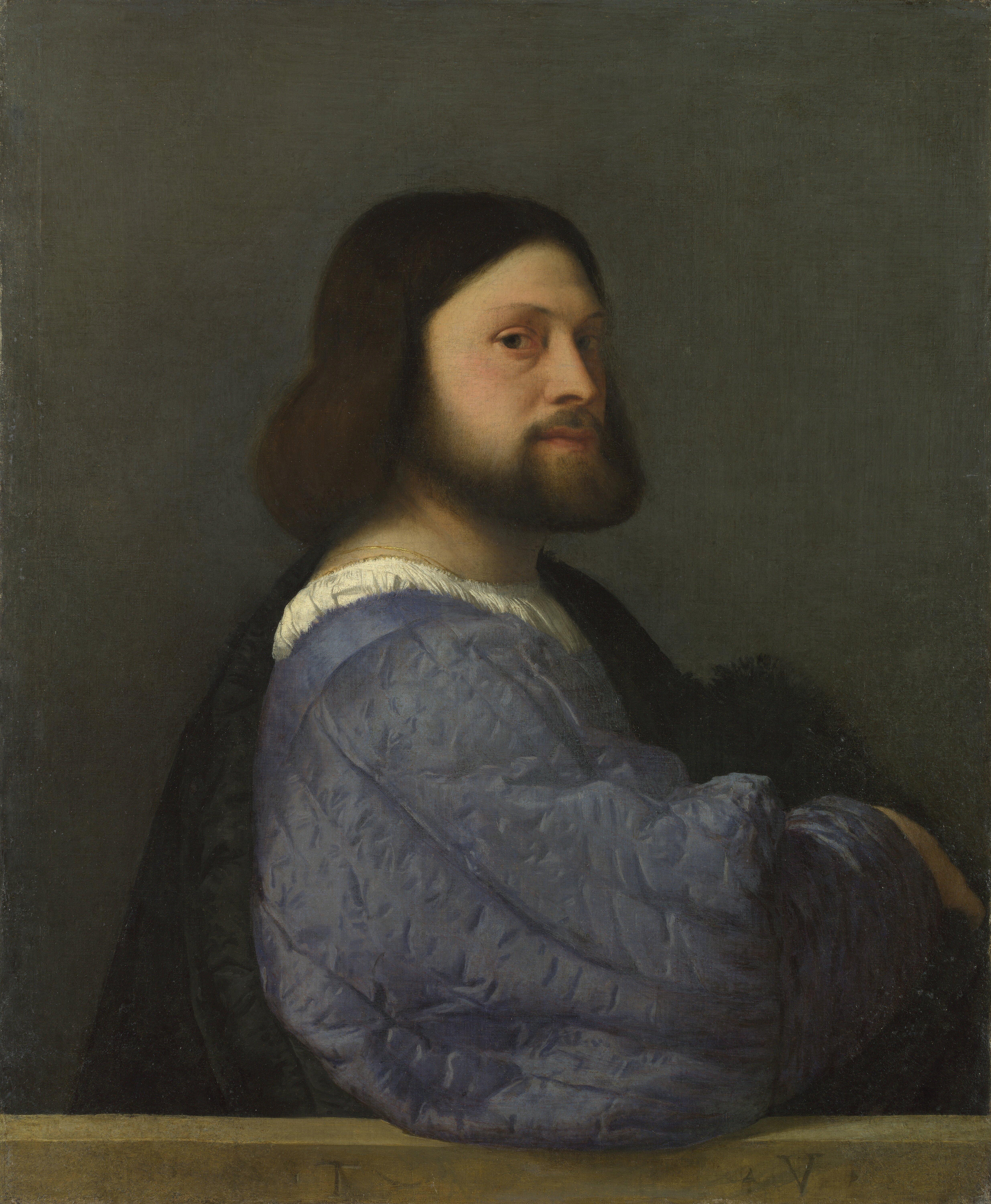
Titien,  Portrait d'homme (dit l'Arioste), vers 1512, Londres, National Gallery.
Raphaël, Portrait de Bindo Altoviti, vers 1515,  Washington, National Gallery of Art.
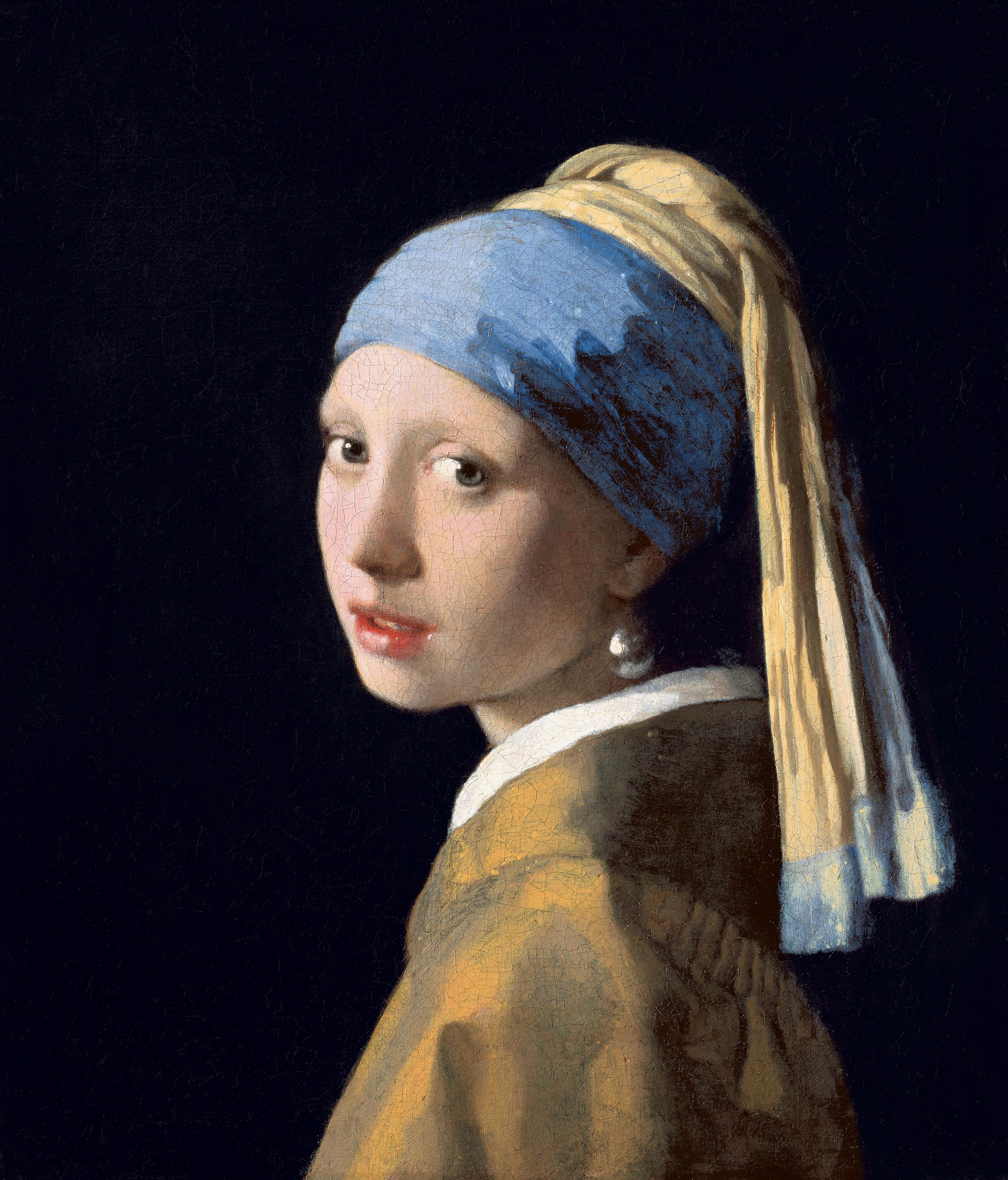
Johannes Vermeer, La Jeune Fille à la perle, vers 1665, La Haye, Mauritshuis.

### Jugements modernes

Le dessin sert de logotype pour la bibliothèque royale de Turin.

Le dessin fait l'objet de l'admiration de la part de spécialistes de Léonard de Vinci, à tel point que l'historien de l'art Carlo Pedretti s'en émeut et reproche à nombre d'entre-eux de finir par ignorer toute méthodologie scientifique pour ne se consacrer qu'à une étude située à un niveau esthétique. Cette réflexion est ainsi l'occasion pour lui d'affirmer que c'est au contraire l'observation scientifique qui permet d'analyser et de comprendre la beauté d'une œuvre.
Dès le XIXe siècle, les chercheurs expriment leur admiration. Ainsi, l'historien de l'art français Eugène Müntz  dans son ouvrage consacré au peintre considère cette étude « plus belle que la partie correspondante du tableau du Louvre ». De son côté, Adolfo Venturi affirme dans son ouvrage Leonardo e la sua scuola paru en 1942 que « la tête, modelée en traits rapides et vibrants, tient son caractère ensorcelant de la pâle phosphorescence des yeux, de la lueur perlée qui, dans la pénombre de leur orbite, irradie de leurs iris. » En 1952, Giulia Brunetti le juge, dans le catalogue de l'exposition consacrée à Michel-Ange et organisée dans la Biblioteca Medicea Laurenziana, « comme l'une des créations les plus réussies de Leonard ».
De façon significative, en 1952, à l'occasion des cinq cents ans de la naissance du peintre, l'historien de l'art américain, spécialiste de la Renaissance italienne, Bernard Berenson, est réputé avoir affirmé lors d'une conférence que la Tête de jeune femme est « le plus beau dessin du monde »,,,. Mais Carlo Pedretti y voit une attribution erronée par un journaliste trop enthousiaste. Bernard Berenson affirme néanmoins que la Tête de jeune femme est « un des fruits les plus remarquables de l'art du dessin ».

Finalement, la Tête de jeune femme est le plus célèbre des dessins de Léonard possédés par la bibliothèque royale de Turin — conjointement avec son Autoportrait — à tel point que le musée en a fait son logo officiel.

### Expositions
La Tête de jeune Femme fait partie des collections permanentes de la bibliothèque où elle est exposée aux côtés de l' Autoportrait de Léonard de Vinci. Dans la bibliothèque même est organisée, entre le 30 octobre 2014 et le 15 janvier 2015, l'exposition intitulée Léonard et le trésor du roi (en italien : Leonardo e i tesori del re) ,. À cette occasion, un catalogue paraît, Leonardo e i tesori del re, sous la direction d'Angela Griseri.
C'est à partir du milieu du XXe siècle que l'œuvre fait aussi l'objet d'expositions en dehors de Turin. Parmi les plus récentes, l'exposition intitulée Léonard de Vinci : dessins de la bibliothèque royale de Turin (en anglais : Leonardo da Vinci : drawings from the Biblioteca Reale in Turin) est l'occasion de la présenter parmi un groupe de onze dessins et le Codex sur le vol des oiseaux dans plusieurs villes aux États-Unis : elle s'ouvre le 28 septembre au Birmingham Museum and Art Gallery en Alabama, passe par le musée d'Art du Nevada à Reno, puis se termine à San Francisco, au Legion of Honor, où elle demeure du 15 novembre 2008 au 8 janvier 2009,. Elle fait ensuite partie de l'exposition itinérante intitulée Léonard de Vinci et l'idée de la beauté (en italien : Leonardo da Vinci : E L’idea Della Bellezza) qui se déroule de mars à juin 2012 au musée du Bunkamura à Tokyo puis au Musée des beaux-arts de Boston aux États-Unis du 15 avril au 15 juin 2015. À cette occasion, un catalogue est édité sous la direction de l'historien d’art spécialiste de la Renaissance italienne John T. Spike,. Entre-temps, l'œuvre est présentée du 25 octobre 2013 au 2 février 2014 à New York dans le Morgan Library and Museum lors d'une exposition intitulée Léonard de Vinci : les trésors de la bibliothèque royale de Turin (en anglais : Leonardo da Vinci : Treasures from the Biblioteca Reale, Turin).